# Bledar Kola
Bledar Kola (né le 1er août 1972) est un joueur de football albanais.

## Jeunesse
Kola provient de Mirdita en Albanie, mais a ensuite déménagé en Grèce où sa carrière de joueur a décollé.

## Carrière
Kola passé la majeure partie de sa carrière pour les différents clubs de la Ligue grecque, y compris l'AEK Athènes, Apollon Smyrnis et le Panathinaïkos. Il est actuellement l'entraineur des gardiens de l'AEK Athènes.

## Carrière internationale
Kola a fait 39 apparitions et a marqué 6 buts pour l'équipe nationale albanaise de 1994 à 2001

## Titres
AEK
- Coupe de Grèce de football : 2002